# Freeciv
《Freeciv》是一個回合制策略遊戲。它的概念源自於席德·梅爾在1991年為美國微文公司（Micro Prose）所創造出來的一款電腦遊戲《文明帝國》。它是一個依據GNU通用公共许可证之下開發的自由軟體。其原始碼、圖片、音效等，都是世界各地的開發者供獻而成。

## 遊戲簡述
玩家在这里扮演一个公元前4000年的部落首领，要带领他们的人民度过这几十个世纪。一段时间过去，新的技术发明可以让你建造新的城市建筑或部署新的单位。玩家们可以互相之间进行战争，或者建立复杂的外交关系。
当一种文明消灭了所有其它文明，或者有一个玩家达到了太空殖民的目标，或者到了一个特定的期限，游戏就会结束。 如果到了最后期限仍然还有几个文明存在，得分最高的玩家为胜者。玩家的分数是按文明的大小，财富，以及文化与科技的进步来取得的。

## 相容性
Freeciv可設定性極高，可運行在下列模式：《文明一代》、《文明二代》、Freeciv、或是客製設定模式。圖片及音效也可替換。地形套件則有等軸式(斜視角)、2D平面式以及六角式。Freeciv使用TCP/IP進行網路連線。玩家必須連結到伺服器，通常是在遠端機器但也可設在本機。Freeciv玩法可以是單獨對抗電腦控制的對手，也可以在多用戶模式對抗人類玩家。單人模式實際上是單一玩家連線到本機伺服器的一特殊情況。Freeciv 2.0 可以自動將伺服器設定為單人模式。
遊戲中將會有一或多名玩家扮演管理者並設定遊戲規則。

典型的規則修改包括：
- 遊戲開始所需要的玩家人數。
- 科技發展的速度。
- 是否加入電腦控制的玩家。
- 野蠻民族（電腦控制）是否會侵略移民。
- 城市興建的最小間距。
- 地圖上大陸與島嶼分散的程度。

當遊戲以回合制進行時，一般真人玩家同時移動，而電腦玩家則輪流移動。在現在版本 2.0.0 之前，電腦無法跟真实玩者建立外交關係。電腦的外交行為是依照設定而來（非隨機）的。
Freeciv有另一地圖及劇本編輯器，叫做Civworld，可另外下載。
Freeciv可執行於含有X Window系統的各Unix版本及其他包括微軟Windows，Amiga及蘋果Mac OS。
Freeciv可认为是优缺点都鲜明：没有华丽的画面或视觉效果；另一方面，开发形式具有极好的移植性，对系统资源要求很低。
从最初的SGI IRIX基础上，现在Freeciv至少可在以下系统中运行：SunOS 4、Solaris、Ultrix、QNX、Linux、FreeBSD、OpenBSD、NetBSD、Mac OS X、OS/2、Windows 95、Windows 98、Cygwin、Windows 2000、Windows XP、Amiga等。

## 其他
- 开源游戏列表
- SDL

## 外部連結
- Freeciv主页（页面存档备份，存于）
- Wenming.io 文明
- Freeciv 爱好者 (english)
- Freeciv贡献者名单
- Freeciv公共服务器列表[永久]
- Freeciv 邮件列表
- Freeciv IRC频道
- Freeciv.org论坛（页面存档备份，存于）
- Apolyton forum
- Wenming.io